# Anne Wiazemsky
Anne Wiazemsky (Berlín, 14 de maig de 1947 - París, 5 d'octubre de 2017) va ser una actriu i novel·lista francesa.

## Biografia

### Família i formació inicial
Anne Wiazemsky fou filla de Claire Mauriac (1917-1992, filla de l'escriptor francès François Mauriac) i del diplomàtic Yvan Wiazemsky (1915-1962), amb orígens en una família principesca russa, que va emigrar a França després de la Revolució Russa de 1917. Els pares d'Anne es van conèixer a Berlín, on la seva mare, que s'havia unit a la Creu Roja, treballava al servei dels desplaçats. Com es van conèixer Claire Mauriac i Yvan Wiazemsky i com es van casar es troba reflectit al llibre El meu fill de Berlín d'Anne Wiazemsky. El seu germà és Pierre Wiazemsky, dibuixant conegut amb el pseudònim de Wiaz.
Anne va passar bona part de la seva infància a Ginebra i a Caracas. La família va tornar a França el 1961, poc abans de la mort del pare, Yvan Wiazemsky. Després de la defunció, la família va viure amb François Mauriac. Anne explicaria més tard l'afecte que la relacionava amb el seu avi i les seves discussions sobre literatura, el bé i el mal, però no sobre religió, "un tema de discussió”. Anne Wiazemsky va ser estudiant d'institucions privades de l'escola Sainte-Marie de Passy del 1964 al 1966.

### Trobada amb Jean-Luc Godard
Mentre Anne era a primer grau, Florence Delay, que va interpretar el paper de Jeanne en el Procès de Jeanne d'Arc (Procés de Joana d'Arc) de 1962, la va presentar al realitzador de la pel·lícula, Robert Bresson. Bresson li va donar el paper principal de la pel·lícula Au hasard Balthazar, rodada durant l'estiu de 1965 i estrenada el 1966. Al lloc del rodatge, a l'agost, Anne va conèixer Jean-Luc Godard, que era gairebé disset anys més gran que ella. Inicialment Anne va rebutjar mantenir una relació amb Jean-Luc, però deu mesos més tard, el juny de 1966, li va enviar una declaració d'amor per correu.
Durant l'estiu de 1966, Jean-Luc Godard li va presentar Michel Cournot i François Truffaut. També va freqüentar la companyia de Francis Jeanson, que li dona lliçons de filosofia. Al setembre, en els exàmens de recuperació, Anne va acabar al batxillerat i es va matricular al primer any de filosofia a la Universitat de Nanterre, inaugurada dos anys abans.
Durant els anys 1966-1967, Jean-Luc Godard va preparar i després va rodar (març i abril) la seva pel·lícula La Chinoise, amb Jean-Pierre Léaud i Juliet Berto, una pel·lícula a la qual Anne Wiazemsky feia el paper d'una jove revolucionària pro-xinesa, Véronique Supervielle.
A la facultat de lletres de Nanterre, entra en contacte amb Daniel Cohn-Bendit i Jean-Pierre Duteuil; el personatge de Véronique de la pel·lícula llegeix un fulletó escrit per ells, que demana el sabotatge dels exàmens. Al final d'aquell curs, poc entusiasta pels estudis, decideix abandonar les classes sense ni tan sols presentar-se als exàmens.
El 21 de juliol de 1967, Anne Wiazemsky, encara menor d'edat, i Jean-Luc Godard es casaven a la ciutat suïssa de Begnins, al cantó de Vaud, sense cap publicitat, amb l'única assistència de dos testimonis. L'estrena de La Chinoise va tenir lloc el 2 d'agost al Palau dels Papes d'Avinyó, en el marc del festival de cinema de la ciutat.
Després va participar en altres pel·lícules de Godard (Week-end, Le Gai Savoir, Vent d'est, Tout va bien) i també en pel·lícules de directors com ara Marco Ferreri, Alain Tanner, Carmelo Bene, Michel Deville i Philippe Garrel. El 1968 va interpretar a Odetta, la jove filla de la pel·lícula Teorema de Pier Paolo Pasolini.
El juny de 1969, Jean-Luc Godard, que havia anat a Praga durant dos mesos per rodar Pravda, es va unir a ella al plató de Porcile, pel·lícula dirigida per Pier Paolo Pasolini. Godard havia trencat a partir del maig del 1968 amb el seu cinema anterior i amb ell mateix. La retrobada va anar malament. Una nit, el gelós cineasta va intentar suïcidar-se. La parella es va separar un any després.

### Després de Godard
L'any 1971 Anne Wiazemsky va ser una dels signatàries del manifest de 343 dones que declaraven haver avortat, un text publicat el 5 d'abril pel diari Le Nouvel Observateur.
El 1985 va interpretar un paper secundari en la pel·lícula Rendez-vous d'André Téchiné.
A partir del 1988 Anne es va dedicar a escriure, amb històries en gran part autobiogràfiques. Entre els seus treballs literaris, l'obra Canines, publicada el 1993 i dedicada al món del teatre, li va valer el prestigiós Premi Goncourt des Lycéens. L'obra Hymnes à l'amour, publicada el 1996, una obra en què recorda la seva infància i els seus pares, va rebre el Gran Premi RTL-Lire. Une poignée de gens, publicada el 1998, on evoca els orígens russos de la seva família, va rebre el Gran Premi de novel·la de l'Acadèmia Francesa.
Anne va morir el 5 d'octubre de 2017, als 70 anys, a causa d'un càncer. Va ser enterrada l'11 d'octubre de 2017 al cementiri de Montparnasse (3a divisió) de París, a la mateixa tomba que Régine Deforges (1935-2014), esposa del seu germà Pierre Wiazemsky.

## Filmografia

### Com a actriu en pel·lícules
| Any  | Títol                                           | Paper                |
| ---- | ----------------------------------------------- | -------------------- |
| 1966 | A l'atzar, Baltasar                             | Marie                |
| 1967 | La Chinoise                                     | Veronique            |
| 1967 | Weekend                                         |                      |
| 1968 | Teorema                                         | Odetta               |
| 1968 | Les Gauloises bleues                            | Infermera            |
| 1968 | One + One                                       | Eve Democracy        |
| 1969 | La llavor de l'home                             | Dora                 |
| 1969 | Pigsty                                          | Ida                  |
| 1970 | Wind from the East                              | Revolucionària       |
| 1971 | Raphael, or The Debauched One                   | Diane                |
| 1971 | Vladimir et Rosa                                | Ann                  |
| 1972 | Tot va bé                                       |                      |
| 1973 | The Train                                       |                      |
| 1973 | George Who?                                     | George Sand          |
| 1974 | La vérité sur l'imaginaire passion d'un inconnu | Dona cristiana       |
| 1975 | Die Auslieferung                                | Nathalie Herzen      |
| 1976 | Guerres civiles en France                       | Elisabeth Dimitrieff |
| 1978 | Flesh Color                                     | Venedora             |
| 1979 | L'enfant secret                                 | Elie                 |
| 1980 | Même les mômes ont du vague à l'âme             | Fotògrafa            |
| 1983 | Grenouilles                                     | Nora                 |
| 1984 | Rendez-vous                                     | Administradora       |
| 1988 | Ville étrangère                                 | Stéphanie            |

### Com a actriu de teatre
- 1976: Sarcelles-sur-mer de Jean-Pierre Bisson, direcció de l'autor i de Catherine Margerit, Teatre de Niça.
- 1983: Tonio Kröger de Thomas Mann, direcció de Pierre Romans, Teatre Nanterre-Amandiers.
- 1986: Le Drame de la vie de Valère Novarina, direcció de l'autor, Festival d'Avinyó, Festival de tardor de París, Teatre Nanterre-Amandiers.
- 1989: Vous qui habitez le temps de Valère Novarina, direcció de l'autor, Festival d'Avinyó.

### Com a guionista
- 1994: Tous les garçons et les filles de leur âge... (sèrie de televisió) episodi US Go Home de Claire Denis.
- 2003: Toutes ces belles promesses de Jean-Paul Civeyrac.
- 2006: Je m'appelle Élisabeth de Jean-Pierre Améris.
- 2017: Le Redoutable de Michel Hazanavicius.

### Com a realitzadora
- 2004: Les Anges 1943, histoire d'un film (documental).
- 2005: Mag Bodard, un destin (documental).
- 2007: Empreintes (programa de televisió), episodi Danielle Darrieux, une vie de cinéma (documental).
- 2007: Empreintes (programa de televisió), episodi Nathalie Baye, en toute liberté (documental).
- 2010: Empreintes (programa de televisió), episodi Nicole Garcia, des ombres à la lumière (documental).

## Obra literària

### Novel·les
- 1989: Mon beau navire
- 1991: Marimé
- 1993: Canines (Premi Goncourt des Lycéens 1993)
- 1996: Hymnes à l'amour (Grand Prix RTL-Lire 1996)
- 1998: Une poignée de gens (Gran Premi de Novel·la de l'Acadèmia Francesa i Premi Renaudot des lycéens 1998)
- 2001: Aux quatre coins du monde
- 2002: Sept garçons
- 2004: Je m'appelle Elizabeth
- 2007: Jeune Fille
- 2009: Mon Enfant de Berlin
- 2012: Une Année studieuse
- 2015: Un an après
- 2017: Un saint homme

### Contes
- 1988: Des filles bien élevées

### Literatura infantil
- 2003: Les Visiteurs du soir (il·lustracions de Stanislas Bouvier)

### Biografies
- 1992: Album de famille
- 2000: Il était une fois... les cafés (fotografies de Roger-Viollet)
- 2000: Tableaux de chats
- 2001: Venise (fotografies de Jean Noël de Soye)